# The Game (рэпер)
Джейсон Террелл Тейлор (англ. Jayceon Terrell Taylor; род. 29 ноября 1979, Комптон, Лос-Анджелес, США), более известный под сценическим псевдонимом The Game (или просто Game) — американский рэпер с западного побережья.
Получил популярность в 2005 году после успешного дебюта своего первого альбома «The Documentary» и двух номинаций на премию «Грэмми». C тех пор Game считается одной из главных движущих сил в возвращении West Coast хип-хопа в мир и конкуренции с East Coast.
Кроме выпуска двух альбомов (The Documentary и The Doctor's Advocate), дебютировавших на первых местах чартов United World Chart и Billboard 200, Game также получил известность за участие в хип-хоп междоусобицах.

## Молодость
Джейсон Тейлор родился в Лос-Анджелесе, Калифорния у матери негритянки Линетт Бейкер и отца Джорджа Тейлора, предки которого были испанцами и индейцами. После того как его старшая сестра обвинила его отца в сексуальном домогательстве, их семья распалась и Джейсон жил в приемной семье в Карсоне, пригороде Лос-Анджелеса (находится непосредственно к юго-западу от Комптона) в течение восьми лет. Когда Джейсону было тринадцать, его мать снова получила опекунство, и он объединился со своей семьей в Комптоне. Последующие годы он провел в районе контролируемом бандой Santana Blocc Crips, тем не менее впоследствии он стал членом банды Cedar Block  Piru. Тейлор заявил также, что его родители находились в рядах Crips. После окончания Комптонской средней школы, Тейлор недолгое время учился в университете штата Вашингтон за счёт стипендии, выдаваемой членам баскетбольной команды. Однако его отчислили в первом же семестре за то, что у него нашли наркотики. И с тех пор он полностью погрузился в уличную жизнь и занялся наркоторговлей. В восемнадцать лет он начал поддерживать своего сводного брата Big Fase 100, который был лидером банды Cedar Block Pirus. В 2001 году, в ходе неудачной сделки с наркотиками, Тейлор получил пять огнестрельных ранений: в сердце, желудок, обе руки и ногу. После перестрелки Тейлор провёл три дня в коме и в процессе восстановления решил начать карьеру в рэп-индустрии.

## Музыкальная карьера

### Начало
Изучая известные рэп-альбомы, Game разработал собственную стратегию становления рэпером и с помощью своего сводного брата Big Fase 100 основал звукозаписывающий лейбл The Black Wall Street Records. Первоначально на этот лейбл были подписаны такие артисты, как Glasses Malone, Vita, Nu Jerzey Devil и сам Game. Его сценическое имя было придумано его бабушкой, потому что она считала, что Джейнсон всегда охотно соглашался на разные дела, был готов ко всему (was always «Game» for everything). Game впервые получил известность, когда он побывал на хип-хоп саммите, который организовали Russell Simmons и Louis Farrakhan, представляя свой первый микстейп You Know What It Is Vol. 1. в 2002 году, после чего записался на независимом лейбле Get Low Recordz, владельцем которого является JT the Bigga Figga. Первоначально, Шон Комбс из Bad Boy Records собирался подписать его на свой лейбл, но запись Game попала в руки известного продюсера Dr. Dre, который подписал его свой лейбл — Aftermath Entertainment. Чтобы извлечь выгоду из повышенного внимания к собственной персоне, Game продолжил записывать музыку. В октябре 2004, он выпустил свой первый альбом Untold Story, записанный на Get Low Recordz, который был продан в количестве 82 тысяч копий в течение первых трёх месяцев. В создании альбома принимали участие такие артисты, как Sean T, Young Noble и JT the Bigga Figga. Game также появлялся на записях различных диджеев, таких, как DJ Kayslay, DJ Whoo Kid и DJ Clue. Game также выпустил второй микстэйп You Know What It Is Vol. 2 через свой собственный лейбл, а также появился в видеоигре NBA Live 2005 в песне продюсера Fredwreck под названием Can’t Stop Me.

### Дебют вAftermath Entertainment
The Game был подписан на Aftermath Entertainment в 2003 году. Последующие 2 года работал над альбомом The Documentary, когда 18 января 2005 года долгожданный проект вышел, в первую неделю было продано 600 000 дисков.

### Doctor’s Advocate
Второй альбом был выпущен 14 ноября 2006 года. «Записывать этот альбом было очень легко — говорит рэпер. — Я точно знал, что делать. На первом альбоме, говорят, мне много чем помогали — биты Dre, да ещё 50 говорит, что помогал мне сочинять, хотя это не так. А уж на этом я постарался, чтобы никто не мог примазаться к моему успеху. Такова концепция альбома — он спродюсирован мной, это мой альбом. Это не плагиат Dre, не плагиат 50, это Game. Это будет дико и лохмато».

### LAX
Третий альбом выпущен лейблом Geffen Records в августе 2008 года. Над записью альбома работали продюсеры J.R.Rotem, Jelly Roll, Cool & Dre, Nottz, DJ Toomp, Scott Storch, Канье Уэст, Hi-Tek, а в качестве приглашённых звезд участвовали DMX, Ice Cube, Raekwon, Lil' Wayne, Bilal, Ludacris, Ne-Yo, Chrisette Michele, Raheem DeVaughn, Common, Travis Barker, Keyshia Cole, Nas.

### The R.E.D. Album
Альбом был выпущен 24 августа 2011 года на лейблах DGC Records и Interscope Records. Ранее были выдвинуты даты декабря 2009, февраля, марта, июня, июля и августа 2010. «„R.E.D.“ это просто rededicated, заново посвященный — говорит The Game. — Посвященный чему? Моей семье, моему ремеслу — хип-хопу, моим фанатам — которые по всему миру, моим детям, моему кварталу, моему городу и моим цветам. До меня тут не было красного (цвета банды Bloods, синий — цвет соперничающих с ним Crips). Был Snoop, все танцевали crip-walking. Но люди приняли меня и то, откуда я пришёл. Полагаю, сейчас даже Crips носят красное».

### Jesus Piece
Альбом был выпущен 11 декабря 2012 года в гостях Lil Wayne, Big Sean, Wiz Khalifa, Tyga, Chris Brown и другие. В продвижении к альбому начался еженедельный бесплатный выпуск музыки под названием «Sunday Service». «Суть альбома проста — говорит Гейм. — Смотри, все мы носим блинг с изображением Христа, но я не уверен, что все верят в Иисуса. Это превратилось в тренд, очередное модное веяние. Об этом я и говорю: как ты можешь тратить 50 косарей на цепь, но не ходить в церковь и пожертвовать там хотя бы сотню? На альбоме есть песни, где я говорю о своих отношениях с церковью. Я хожу туда, я верю в Бога и Христа. Моя девушка уже давно подарила мне Библию. Ещё одна мне досталась от бабушки. Понятно, что я не читаю её каждый день. Я беру её с собой в церковь, но когда я смотрю там по сторонам, понимаю, что большинство этих людей ни чем не лучше меня. Я пью, курю, хожу в стрипклубы. Развлекаюсь, но я верю в Бога. Получается, что в церкви рядом со мной сидит кучка лицемеров. Они грешат столько же, сколько и обычные люди. На альбоме я читаю о настоящей вере. Противопоставляю верующих христиан пацанам с улицы, которые верят в Бога куда больше, чем церковные прихожане».

### The Documentary 2 & 2.5
Большинство продюсирования на альбоме принадлежит руке Bongo The Drum Gawd и целой когорте молодых продюсеров: Cardo, Johny Juliano и Seven Thomas. Но, разумеется, не обошлось и без целого отряда ветеранов:  Канье Уэст, Фаррелл, Swizz Beatz и других. У Гейма натурально горят глаза, когда он говорит о них. Об Alchemist: «Он представляет корни Mobb Deep»; о Скотте Сторче: «Каждый раз, когда Scott Storch садится за синты, жди беды»; о DJ Premier, который спродюсировал заглавный трек: «Это самый лиричный трек на и без того мощном в текстовом плане альбоме. Я просто взял и убил к черту этот бит. Три куплета, один за одним. Сегодня может показаться, что три куплета это чересчур. Но когда Примо дает тебе бит, тебе потребуется весь твой арсенал». «Не думаю, что когда-либо еще со времен „The Documentary 1“ я получал такое же удовольствие от записи альбома, — признается The Game. — Когда мы записывали первую часть с Дре, Снупом и, знаешь, Фифти и G-Unit — все мы были на пике карьеры, и это было круто. Но что касается этого альбома, то одна его подготовка к релизу для меня является лучшим моментом в моей хип-хоп карьере».

### 1992
«Альбом вдохновлен тем, что происходило в моей жизни, в моем городе и мире, когда мне было 12 лет», — говорит об альбоме The Game.

### Born 2 Rap
«Почти все рождены с какой-то целью, — говорит рэпер. — И ты не знаешь, в какой момент жизни ты осознаешь это. Или же эта цель сама найдёт тебя, или же ты найдёшь её. Но я чувствую, что быть артистом такого калибра, как я, и провести так много времени в игре, записать столько культовых релизов — это судьба. Ты не можешь просто ждать 20 лет и превратиться в Леброна, так не бывает. Ты должен работать и достичь желаемого».

### DRILLMATIC (Heart vs. Mind)
Заглавие альбома — отсылка к дриллу, одному из поджанров современного хип-хопа, а также аллюзия на название дебютной работы «Illmatic» другого американского рэпера Nas.

### Татуировки
The Game имеет много татуировок на своём теле, на правом предплечье вытатуировано «Eazy-E». Под ней кладбище с надгробиями, надписи на надгробьях гласят: 2Pac, Jam Master Jay & Eazy-E. Под левым глазом у него слеза, за левым ухом татуировка с надписью «HCT 6 30 03», которая является отсылкой на имя и дату рождения его старшего сына. На левой стороне шеи у него логотип «The Game» и под ним чёрный логотип Wallstreet. Под правым глазом была татуировка в виде бабочки (символ возрождения), но её перекрыли логотипом L.A. Доджерс, с красными звездами вокруг него. Под его правым ухом лого «Converse All-Star» и под ним CBP которая символизирует Cedar Block Piru. На верхней части груди надпись «Hate It Or Love It». На правой стороне груди аббревиатура культовой группы NWA. На левой стороне груди — бандана. На животе надпись «Stretch» — прозвище Гейма, данное ему из-за его высокого роста. На правом плече у него KJ, кроме того — Тупак Шакур в роли ангела. На нижней части правого предплечья — надпись «Wallstreet». На правой руке у него дань покойному другу «Billboard». На правой руке у него Чак, в то время как на левой руке — Тейлор, является отсылкой на Chuck Taylor. На нижней части левого предплечья у него голубь и выше — клоун. На левом локте логотип его обувной линии The Hurricanes и под ним «G-UNOT» — ссылка на его вражду с 50 Cent и G-Unit. «Когда был в восьмом классе сделал тату в первый раз — говорит музыкант. — Но не все мои первые тату можно сейчас увидеть. Когда становишься старше, понимаешь, что эти тату плохие, начинаешь делать реальные работы с реальными мастерами и покрываешь старье. Моя первая татуировка была на правой руке — мужчина с земным шаром в руках. Моя правая рука — рука для трибьютов. Там несколько рэперов, покинувших нас: Eazy-E, Big Pun, Biggie, Jam Master Jay. Бабушка говорила мне, что тату — это не так уж и плохо, потому что кожа всего лишь костюм, который Господь дал тебе поносить, пока ты на земле. А когда умрешь, сдашь его обратно, так что можешь писать на себе что угодно. Это, конечно, ненормальная метафора, но если кто-то назовет мою бабулю ненормальной, у него будут проблемы».

### Другие работы
В 2005 году снялся в клипе на песню «Road to Zion» в исполнении Damian Marley feat. Nas.
При участии 310 Motoring имеет собственную марку обуви The Hurricanes.

### Личная жизнь
Первый сын родился 30 июня 2003 года, был назван Harlem Caron Taylor (мать Алеска Джордан), 25 апреля 2007 г. родился второй сын King Justice Taylor, ещё позже 21 августа 2010 г. дочь Cali Dream Taylor, в 2014 году удочерил девятилетнюю девочку Мэдисон. «Чтобы быть хорошим отцом, нужно уделять этому много внимания — говорит музыкант. — Которое отнимает время, в том числе и от музыки. Я провожу с ними много времени и я прежде всего отец, это никакому хип-хопу не перевесить. Следующий альбом может быть и через год, и через два, и через шесть месяцев, но детям я нужен всегда и я всегда буду с ними». Долгое время был с Тиффани Кэмбридж (учительница начальных классов), в начале 2015 года пара рассталась. В ноябре 2024 года родился сын Блейз от Шейнис Хайрстон.

## Дискография
- The Documentary (2005)
- The Doctor's Advocate (2006)
- LAX (2008)
- The R.E.D. Album (2011)
- Jesus Piece (2012)
- The Documentary 2 (2015)
- The Documentary 2.5 (2015)
- 1992 (2016)
- Born 2 Rap (2019)
- DRILLMATIC (Heart vs. Mind) (2022)

## Фильмография
| Год  |   | Русское название          | Оригинальное название          | Роль    |
| ---- | - | ------------------------- | ------------------------------ | ------- |
| 2006 | ф | Перехват                  | Waist Deep                     | Meat    |
| 2006 | ф | Живот 2: Клуб миллионеров | Belly 2: Millionaire Boyz Club | G       |
| 2007 | ф | Турнир мечты              | Tournament of Dreams           | Troy    |
| 2008 | ф | Короли улиц               | Street Kings                   | Грилл   |
| 2012 | ф | Домашний арест            | House Arrest                   | DeAndre |

## Игрография
- Принял участие в разработке игры Grand Theft Auto: San Andreas — озвучил Марка «Би Дап» Уэйна. Также The Game записал саундтрек к игре[9].
- В качестве саундтрека к игре Grand Theft Auto V была выбрана композиция «Ali Bomaye»[10].

## Награды

### История наград «Грэмми»
| Год  | Номинированная работа | Награда                                  | Результат |
| ---- | --------------------- | ---------------------------------------- | --------- |
| 2006 | «Hate It Or Love It»  | Лучшее рэп исполнение дуэтом или группой | Номинация |
| 2006 | «Hate It Or Love It»  | Лучшая рэп песня                         | Номинация |